# Langues soudaniques centrales
Les langues soudaniques centrales sont une des branches des langues nilo-sahariennes, vraisemblablement originaire de la région du lac Albert.

## Classification
La classification des langues soudaniques centrales peut être représentée ainsi :
|  | Langues kresh                    |
|  |                                  |
|  | Langues sara-bongo-baguirmiennes |
|  |                                  |

|  | Langues mangbetu-asoa |
|  |                       |
|  | Langues mangbutu-éfé  |
|  |                       |
|  | Langues lendu         |
|  |                       |
|  | Langues moru-madi     |
|  |                       |

|  | Langues kresh                    |
|  |                                  |
|  | Langues sara-bongo-baguirmiennes |
|  |                                  |

|  | Langues mangbetu-asoa |
|  |                       |
|  | Langues mangbutu-éfé  |
|  |                       |
|  | Langues lendu         |
|  |                       |
|  | Langues moru-madi     |
|  |                       |

## Liste des langues
- Sous-groupe occidental
  - Langues kresh : kresh (gbaya), aja
  - Langues sara-bongo-baguirmiennes : bongo, baka, modo, mbay, sar, gula
- Sous-groupe oriental
  - Langues mangbetu-asoa : mangbetu, lombi, asoa (en)
  - Langues mangbutu-efe : mangbutu, mvuba, ndo, mamvu, efe, lese
  - Langues lendu : lendu, bendi, ndrulo, ngiti
  - Langues moru-madi : ma'di, avokaya